# قائمة الجبال في الجزائر
يضم إقليم الجزائر العديد من الجبال والسلاسل الجبلية والقمم الجبلية.

## الجبال

جبل بوزقزة

- جبل بوزريعة
- جبل الخشنة
- جبل بوزقزة
- جبل رجاونة
- جبل شنوة
- جبل زكار
- جبل عيسى
- جبل الأزرق
- تاهات
- جبل بابور (2 004 مترا)
- جبل تابابورت (1 969 مترا)
- تاكينتوشت (1 874 مترا)
- جبل أذرار أوملاط (1 773 مترا)
- جبل إيساك (1 742 مترا)
- جبل تاليوين (1 698 مترا)
- جبل إيغيل وادك (1 640 مترا)
- جبل حنيني (1 554 مترا)
- جبل أذرار جامع نسياح (1 364 مترا)
- جبل أذرار أفلاظ أملاح (1 364 مترا)
- جبل أكفادو (1 035 مترا)
- جبل أذرار قلدامان (898 مترا)
- جبل يما قورايا (660 مترا)
- جبل أقبو (431 مترا)
- جبل القردة (430 مترا)
- جبل كاربون [الفرنسية] (220 مترا)
- جبل خراطة
- جبل أذرار نفاض
- جبل إيقولالن
- جبل بومارو
- جبل إحركان
- جبل أمسيوان
- جبل بوعمران
- جبل إيمولا نتاور
- جبل بوخنفر
- جبل بوعروس
- جبل بوظهر
- جبل الصومعة
- جبل جراح
- جبل لالا أم السعد
- جبل سيدي داود
- جبل مقرس (1 760 مترا)

## السلاسل الجبلية
- جبال الأطلس
- الأطلس التلي
- الأطلس الصحراوي
- جبال جرجرة
- جبال الصومام
- جبال الخشنة
- جبال ساحل الجزائر
- التيطري
- سلاسل الوقارتة
- جبال هقار
- طاسيلي ناجر
- جبال الظهرة
- تسالا
- الونشريس
- جبال البيبان
- جبال بابور
- جبال العمور
- جبال القصور